# Neoconocephalus karollenkoi
Neoconocephalus karollenkoi är en insektsart som beskrevs av Piza Jr. 1983. Neoconocephalus karollenkoi ingår i släktet Neoconocephalus och familjen vårtbitare. Inga underarter finns listade i Catalogue of Life.